# إريك أغيري
إريك أغيري (مواليد 23 فبراير 1997) هو لاعب كرة قدم مكسيكي يلعب في مركز الظهير الأيسر أو الجناح في نادي مونتيري.

## روابط خارجية
- إريك أغيري على موقع الاتحاد الدولي (مؤرشف)  (الإنجليزية)
- إريك أغيري على موقع قاعدة بيانات كرة القدم.إي يو (الإنجليزية)
- إريك أغيري على موقع ناشيونال فوتبول تيمز (الإنجليزية)
- إريك أغيري على موقع Soccerway.com (الإنجليزية)
- إريك أغيري على موقع عالم كرة القدم.نت (الإنجليزية)
- إريك أغيري على موقع اللجنة الأولمبية الدولية (الإنجليزية)
- إريك أغيري على موقع أوليمبيديا (الإنجليزية)
- إريك أغيري على موقع AS.com (الإسبانية)